# Nukleozom

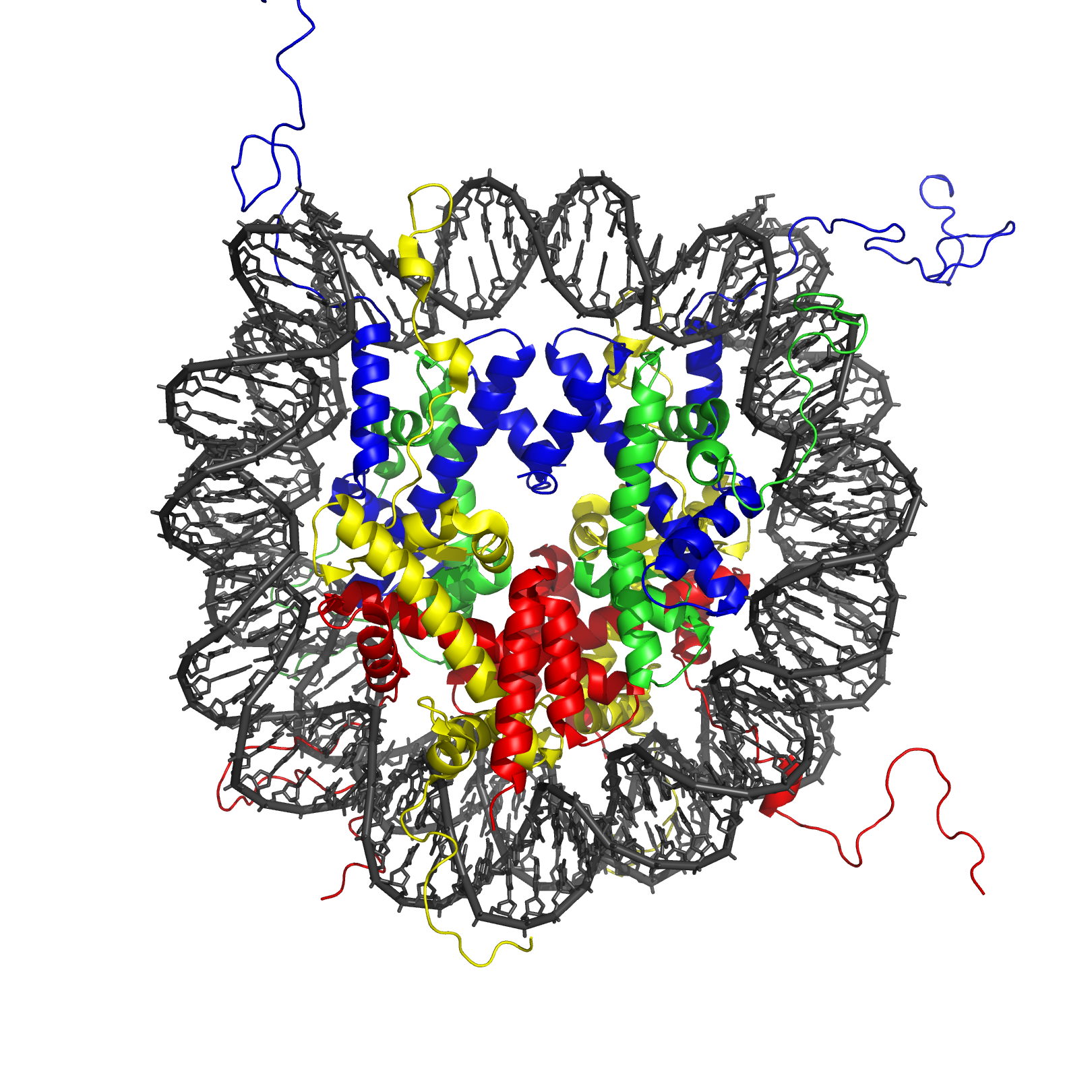
Stavba nukleozomu - uvnitř barevně histony a šedě omotaná DNA

Nukleozom je základní stavební jednotkou eukaryotického chromozomu, složenou z úseku DNA ovinutého kolem jádra z histonových proteinů. Jedná se o první ze způsobů, jak zmenšit délku jinak enormně dlouhého řetězce DNA, a to asi na třetinu ve srovnání s nesbaleným stavem. Podobné struktury jako eukaryotické nukleozomy byly nalezeny i u archebakterií (Archaea).
Každý nukleozom se skládá z osmi (oktamer) histonových proteinů (dva od každého ze čtyř druhů: H2A, H2B, H3 a H4) a z navinutého řetězce části DNA. Navinutý řetězec je dlouhý 147 nukleotidů, zřejmě však nukleozom blokuje celkem 158 nukleotidů DNA. Jinak řečeno, histonový oktamer vytváří proteinovou konstrukci, kolem níž se omotává vlastní genetická informace.

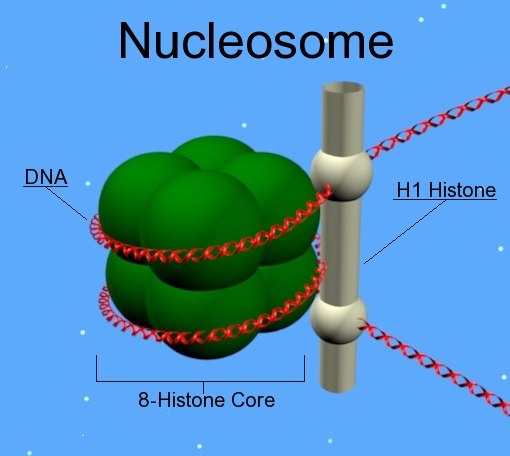
Nukleozom je tvořen oktamerem histonů - dvojicemi H2A, H2B, H3, H4. Kolem něj jsou ovinuty dva závity řetězce DNA. Z vnější strany je připojen histon H1, který spojuje sousední nukleozom v nukleozomovém řetězci.

Nukleozomy jsou od sebe odděleny volnou DNA (linker DNA), která je snadno rozštěpitelná určitými nukleázami. Linker DNA bývá dlouhý od několika málo nukleotidů až po stovky nukleotidů, přičemž průměrná vzdálenost mezi nukleozomy je 15 nukleotidů. K nukleozomu patří vždy jeden linker DNA, ale v běžné řeči se pod termínem nukleozom myslí obvykle jen histonový oktamer a kolem něm ovinutá DNA.
Nukleozomy byly objeveny v roce 1976, kdy byla jejich stavba zjištěna rozstříháním jednotlivých nukleozonů DNA pomocí enzymů nukleáz. Přesná struktura byla určena až v roce 1997. Bylo zjištěno, že lidská tělní buňka obsahuje asi 30 milionů nukleozomů.

## Struktura histonů
Histony jsou malé bazické nukleoproteiny, které se podílejí na výstavbě nukleozomu. Rozlišuje se pět základních typů histonů: H1, H2A, H2B, H3 a H4. Histony H2A, H2B, H3 a H4 tvoří vždy ve dvou kopiích oktamery, kolem nichž se následně obtáčí dvojšroubovice DNA. Histon H1 je součástí linkeru DNA.
Histony zabraňují zamotání DNA a chrání ji před poškozením. Působí jako cívky, kolem kterých se vine DNA.
Histony jsou základem struktury nukleozomu v jádře eukaryotních buněk.

## Strukura nukleozomu

Základní jednotky chromatinu

Nukleozom je  tvořen osmi histony (oktamerem), které jsou obtočené částí vlákna DNA o délce 146 párů bází (necelé 2 závity DNA). Jinak řečeno histonový oktamer vytváří proteinovou konstrukci, kolem níž se omotává vlastní genetická informace.
Přibližně 60 následujících párů bází DNA tvoří spojku k dalšímu nukleozomu. Tato DNA se nazývá linkerová DNA a je dlouhá přibližně 38-53 bp. Ve spojení s histonem H1 drží nukleozomy pohromadě. Linker DNA je vidět jako řetězec v modelu beads-on-string (korálky na provázku). Jedná se o první ze způsobů, jak zmenšit délku jinak enormně dlouhého řetězce DNA, a to asi na třetinu ve srovnání s nezabaleným stavem.
Nukleozomy jsou základem struktury chromatinu v jádře eukaryotních buněk.

## Struktura chromatinu
Chromatin je tvořen nukleozomy a řetězcem DNA mezi nimi. Struktura tvořená vláknem DNA, které je v pravidelných intervalech obtočené okolo histonů neboli v pravidelných vzdálenostech jsou na vláknu DNA nukleozomy, se nazývá beads-on-string (korálky na provázku). Vlákno s nukleozomy se stáčí jako telefonní kabel do smyček zvaných solenoidy. Tyto smyčky jsou tu a tam přichyceny na protein scaffold (proteinové lešení), čímž vytvářejí záhyby. Toto lešení se záhyby DNA se stáčí a vytváří chromozom.
Chromatin je základem struktury chromozomu v jádře eukaryotních buněk.

## Struktura chromozomu
Chromozom je vláknitá struktura složená z chromatinů, která se nachází v buněčném jádře eukaryot. Chromozomy jsou pozorovatelné světelným mikroskopem především při buněčném dělení. Chromozom umožňuje rovnoměrné rozdělení genetické informace do dceřiných buněk. Soubor všech chromozomů v jádře se nazývá karyotyp.
Člověk má ve svých tělesných buňkách 46 chromozomů ve 23 dvojicích. V každé dvojici pochází vždy jeden chromozom od matky a druhý od otce. Dvacet dva párů jsou nepohlavní chromozomy (autozomy) totožné u muže i u ženy. Jeden pár jsou pohlavní chromozomy (gonozomy), které rozhodují o pohlaví daného jedince. U ženy je to XX a u muže XY.

## Schéma vzniku chromozomu

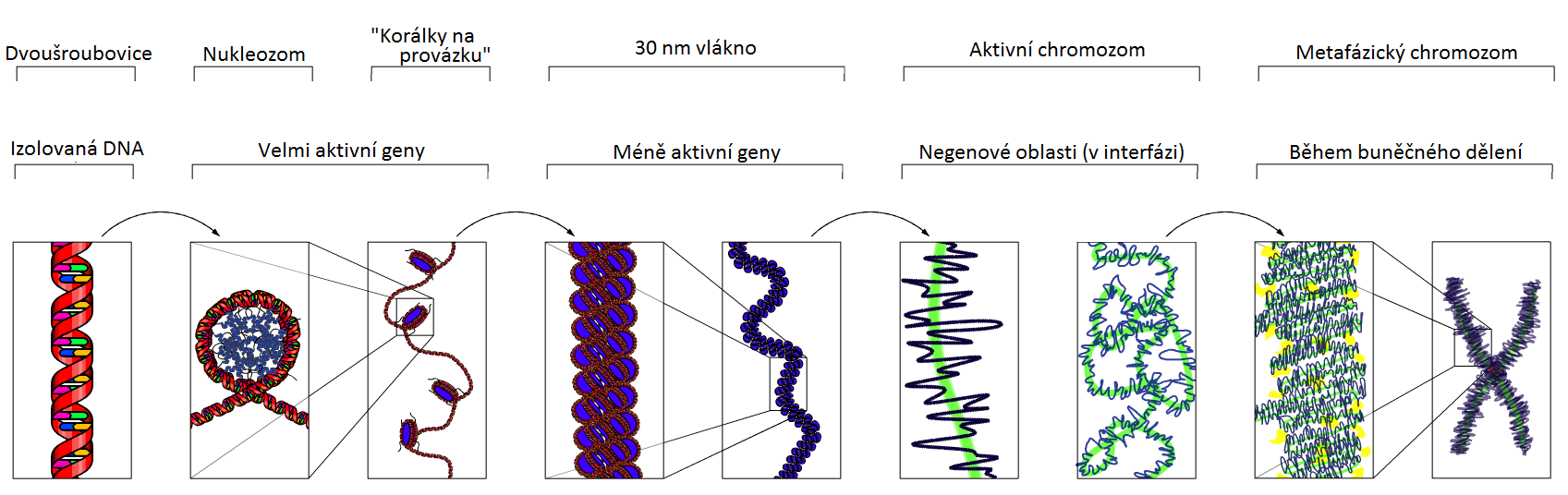
Schéma vzniku chromozomu

Vztah mezi DNA, nukleozomem a chromozomem je zobrazen na obrázku:
- na začátku je izolovaná dvoušroubovice DNA
- část dvoušroubovice DNA se omotává kolem histonového oktameru a vzniká nukleozom
- na dvoušroubovici DNA vzniká mnoho nukleozomů, které připomínají korálky na provázku
- ty postupně vytvářejí vláknitou strukturu chromatinu
- vlákna chromatinu se stáčejí jako telefonní kabel do smyček zvaných solenoidy
- smyčky jsou tu a tam přichyceny na scaffold protein (proteinové lešení), čímž vytvářejí záhyby
- toto proteinové lešení se záhyby DNA se stáčí do charakteristického tvaru a vytváří chromozom